# Volleyball-Südamerikameisterschaft der Männer 2011
Die Volleyball-Südamerikameisterschaft der Männer 2011 fand vom 19. bis 25. September in Cuiabá statt. Zum vierten Mal in Folge setzte sich Brasilien vor Argentinien durch, so dass die Gastgeber erneut den Titel gewannen. Venezuela kam – ebenfalls zum vierten Mal nacheinander – auf den dritten Rang.

## Spielplan
| Gruppe |             |       |        |
| Platz  | Team        | Sätze | Punkte |
| 1.     | Brasilien   | 18:1  | 18     |
| 2.     | Argentinien | 16:3  | 15     |
| 3.     | Venezuela   | 11:9  | 10     |
| 4.     | Kolumbien   | 11:13 | 9      |
| 5.     | Chile       | 9:11  | 8      |
| 6.     | Paraguay    | 4:15  | 3      |
| 7.     | Uruguay     | 1:18  | 0      |

| 19. September | Argentinien | Chile       | 3:0 |
|               | Brasilien   | Uruguay     | 3:0 |
|               | Kolumbien   | Venezuela   | 3:2 |
| 20. September | Argentinien | Kolumbien   | 3:0 |
|               | Paraguay    | Uruguay     | 3:0 |
|               | Brasilien   | Chile       | 3:0 |
| 21. September | Venezuela   | Chile       | 3:0 |
|               | Argentinien | Uruguay     | 3:0 |
|               | Brasilien   | Paraguay    | 3:0 |
| 22. September | Chile       | Paraguay    | 3:0 |
|               | Argentinien | Venezuela   | 3:0 |
|               | Brasilien   | Kolumbien   | 3:2 |
| 23. September | Venezuela   | Uruguay     | 3:0 |
|               | Chile       | Kolumbien   | 3:2 |
|               | Argentinien | Paraguay    | 3:0 |
| 24. September | Brasilien   | Venezuela   | 3:0 |
|               | Kolumbien   | Paraguay    | 3:1 |
|               | Chile       | Uruguay     | 3:0 |
| 25. September | Venezuela   | Paraguay    | 3:0 |
|               | Brasilien   | Argentinien | 3:1 |
|               | Kolumbien   | Uruguay     | 3:1 |

## Einzelauszeichnungen
| Wertvollster Spieler (MVP) | Sérgio Dutra Santos    | Brasilien   |
| Bester Angreifer           | Dante Guimarães Amaral | Brasilien   |
| Bester Blocker             | Sebastian Solé         | Argentinien |
| Bester Aufschläger         | Kervin Pinerua         | Venezuela   |
| Bester Libero              | Sérgio Dutra Santos    | Brasilien   |
| Bester Zuspieler           | Luciano De Cecco       | Argentinien |
| Bester Annahmespieler      | Sérgio Dutra Santos    | Brasilien   |